# Brotherella coreana
Brotherella coreana là một loài rêu trong họ Sematophyllaceae. Loài này được Sakurai mô tả khoa học đầu tiên năm 1949.